# Romildo Etcheverry
Romildo Etcheverry (1907 - ?) fou un futbolista paraguaià.

## Selecció del Paraguai
Va formar part de l'equip paraguaià a la Copa del Món de 1930. Fou jugador del Club Olimpia d'Asunción del CA Boca Juniors, amb qui guanyà el campionat argentí de 1934.
Participà com a aviador de l'exèrcit paraguaià a la Guerra del Chaco.